# Black Magic
„Black Magic” – utwór muzyczny brytyjskiego żeńskiego zespołu wokalnego Little Mix, wydany 21 maja 2015 roku nakładem wytwórni Syco Music i Columbia Records jako główny singel promujący ich trzeci album studyjny – Get Weird.
Nagranie dotarło na pierwsze miejsce listy UK Singles Chart sprzedając się w nakładzie 113 tys. kopii w pierwszym tygodniu od premiery oraz pozostało tam całkowicie przez trzy tygodnie – wynik ten utrzymywało wcześniej trio Sugababes z singlem „About You Now” w 2007 roku.
W Polsce singiel uzyskał status platynowej płyty.

## Historia wydania
| Obszar            | Data          | Format                 | Wytwórnia                    | Przypisy |
| ----------------- | ------------- | ---------------------- | ---------------------------- | -------- |
| Wielka Brytania   | 21 maja 2015  | airplay                | Syco Music                   |          |
| Stany Zjednoczone | 21 maja 2015  | digital download       | Syco Music, Columbia Records | [ 2 ]    |
| Australia         | 22 maja 2015  | digital download       | Sony Music                   | [ 3 ]    |
| Irlandia          | 10 lipca 2015 | digital download       | Syco Music                   | [ 4 ]    |
| Wielka Brytania   | 10 lipca 2015 | digital download       | Syco Music                   | [ 5 ]    |
| Stany Zjednoczone | 14 lipca 2015 | contemporary hit radio | Syco Music, Columbia Records | [ 6 ]    |